# George Wyndham
George Wyndham (29 agosto 1863 – Parigi, 8 giugno 1913) è stato un politico e critico letterario inglese.

## Biografia
Wyndham era il figlio maggiore di Percy Scawen Wyndham, terzo figlio di George Wyndham, I barone Leconfield e un discendente diretto di Sir John Wyndham. Sua madre era Madeleine Campbell, figlia di Sir Guy Campbell, e discendente del leader repubblicano irlandese, Lord Edward FitzGerald. 
Studiò presso l'Eton College e il Royal Military College di Sandhurst. Entrò a far parte della Coldstream Guards nel marzo 1883, prendendo parte alla campagna Suakin del 1885.
George Wyndham era anche un cugino di Alfred Douglas che fu coinvolto nel processo di Oscar Wilde anche se non fu di grande aiuto

## Carriera
Wyndham ha iniziato la sua carriera politica nel 1887, quando divenne segretario privato di Arthur Balfour. Nel 1889 fu eletto deputato per Dover, carica che ricoprì fino alla sua morte.
Wyndham lanciò una rivista imperialista chiamata The Outlook nel febbraio 1898, finanziato, secondo le voci, da Cecil Rhodes, con il quale aveva una stretta relazione. Sempre nel 1898, Wyndham fu nominato Sottosegretario di Stato per la guerra sotto Lord Salisbury, carica che mantenne fino al 1900. 
Essendo stato segretario privato di Arthur Balfour, quando Balfour era segretario principale per l'Irlanda, Wyndham fu nominato segretario principale da Salisbury nel 1900. L'11 agosto 1902.
Wyndham ha promosso la Land Conference del 1902 e ha anche visto con successo la significativa Irish Land Acts del 1903. 
Si dimise insieme al resto del governo unionista nel maggio 1905. 
Wyndham era il leader degli oppositori nella Camera dei comuni del Parliament Act (1911).
Sposato nel 1887 con la contessa Sibell Grosvenor, già vedova di Victor Grosvenor, Earl Grosvenor (1853 - 1884).

## Matrimonio
Sposò, il 7 febbraio 1887, Lady Sibell Mary Lumley (25 marzo 1855-4 febbraio 1929), figlia di Richard Lumley, IX conte di Scarbrough e vedova di Victor Grosvenor, conte di Grosvenor. Ebbero un figlio:
- Percy Lyulph Wyndham (5 dicembre 1887-15 settembre 1914), sposò Diana Lister, non ebbero figli.

Verso la fine della sua vita la coppia si stabilì a Clouds House nel Wiltshire, progettata per suo padre dall'architetto Philip Webb. Nel 1911 succedette al padre e gestì una piccola proprietà terriera.

## Morte
Wyndham morì improvvisamente l'8 giugno 1913 a Parigi, per un'embolia.

## Ascendenza
|                                     |                |                              | Genitori                             |  |  | Nonni |  |  | Bisnonni                                      |  |  | Trisnonni                             |  |
|                                     |                |                              |                                      |  |  |       |  |  | George O'Brien Wyndham, III conte di Egremont |  |  | Charles Wyndham, II conte di Egremont |  |
|                                     |                |                              |                                      |  |  |       |  |  | George O'Brien Wyndham, III conte di Egremont |  |  | Charles Wyndham, II conte di Egremont |  |
|                                     |                | Alicia Maria Carpenter       |                                      |  |  |       |  |  | George O'Brien Wyndham, III conte di Egremont |  |  |                                       |  |
| George Wyndham, I barone Leconfield |                |                              |                                      |  |  |       |  |  | George O'Brien Wyndham, III conte di Egremont |  |  |                                       |  |
|                                     |                | Elizabeth Ilive              | Abraham Ilive                        |  |  |       |  |  |                                               |  |  |                                       |  |
|                                     |                | Elizabeth Ilive              | Abraham Ilive                        |  |  |       |  |  |                                               |  |  |                                       |  |
|                                     |                | Elizabeth Ilive              | Cecillia                             |  |  |       |  |  |                                               |  |  |                                       |  |
| Percy Scawen Wyndham                |                | Elizabeth Ilive              |                                      |  |  |       |  |  |                                               |  |  |                                       |  |
|                                     |                | William Blunt                | Samuel Blunt                         |  |  |       |  |  |                                               |  |  |                                       |  |
|                                     |                | William Blunt                | Samuel Blunt                         |  |  |       |  |  |                                               |  |  |                                       |  |
|                                     |                | William Blunt                | Winifred Scawen                      |  |  |       |  |  |                                               |  |  |                                       |  |
| Mary Fanny Blunt                    |                | William Blunt                |                                      |  |  |       |  |  |                                               |  |  |                                       |  |
|                                     |                | Mary Martha Glanville        | John Glanville                       |  |  |       |  |  |                                               |  |  |                                       |  |
|                                     |                | Mary Martha Glanville        | John Glanville                       |  |  |       |  |  |                                               |  |  |                                       |  |
|                                     |                | Mary Martha Glanville        | Mary MacNiell                        |  |  |       |  |  |                                               |  |  |                                       |  |
| George Wyndham                      |                | Mary Martha Glanville        |                                      |  |  |       |  |  |                                               |  |  |                                       |  |
|                                     | Colin Campbell | John Campbell                |                                      |  |  |       |  |  |                                               |  |  |                                       |  |
|                                     | Colin Campbell | John Campbell                |                                      |  |  |       |  |  |                                               |  |  |                                       |  |
|                                     | Colin Campbell | Ann Carolina Campbell        |                                      |  |  |       |  |  |                                               |  |  |                                       |  |
| Guy Campbell, I baronetto           | Colin Campbell |                              |                                      |  |  |       |  |  |                                               |  |  |                                       |  |
|                                     |                | Mary Johnson                 | Guy Johnson                          |  |  |       |  |  |                                               |  |  |                                       |  |
|                                     |                | Mary Johnson                 | Guy Johnson                          |  |  |       |  |  |                                               |  |  |                                       |  |
|                                     |                | Mary Johnson                 | Mary Johnson                         |  |  |       |  |  |                                               |  |  |                                       |  |
| Madeline Campbell                   |                | Mary Johnson                 |                                      |  |  |       |  |  |                                               |  |  |                                       |  |
|                                     |                | Edward FitzGerald            | James FitzGerald, I duca di Leinster |  |  |       |  |  |                                               |  |  |                                       |  |
|                                     |                | Edward FitzGerald            | James FitzGerald, I duca di Leinster |  |  |       |  |  |                                               |  |  |                                       |  |
|                                     |                | Edward FitzGerald            | Emily Lennox                         |  |  |       |  |  |                                               |  |  |                                       |  |
| Pamela FitzGerald                   |                | Edward FitzGerald            |                                      |  |  |       |  |  |                                               |  |  |                                       |  |
|                                     |                | Stéphanie Caroline Anne Syms | Louis-Philippe II de Bourbon-Orléans |  |  |       |  |  |                                               |  |  |                                       |  |
|                                     |                | Stéphanie Caroline Anne Syms | Louis-Philippe II de Bourbon-Orléans |  |  |       |  |  |                                               |  |  |                                       |  |
|                                     |                | Stéphanie Caroline Anne Syms | Félicité Genlis                      |  |  |       |  |  |                                               |  |  |                                       |  |
|                                     |                | Stéphanie Caroline Anne Syms |                                      |  |  |       |  |  |                                               |  |  |                                       |  |

## Opere
Fra i suoi tanti lavori i più importanti furono:
- Ronsard & La Pleiade, with Selections From Their Poetry and Some Translations in the Original Meters (1906)
- Sir Walter Scott (1908)
- Essays in Romantic Literature (1919)